# Římskokatolická farnost Čučice
Římskokatolická farnost Čučice je územní společenství římských katolíků s farním kostelem svatého Jakuba Staršího v děkanství rosickém. Do farnosti spadají obce Čučice, Ketkovice a Sudice.

## Historie farnosti
Pro dějiny Čučic a okolí byl důležitý objev zakládající listiny třebíčského kláštera, ze které vyplývá, že Čučice byly mezi původními statky darovány klášteru v roce 1101. Jádro farního kostela zřejmě pochází ze středověku. V roce 1707 chrám vyhořel, o rok později bylo vybudováno současné pravoúhle zakončené kněžiště, ke kterému v roce 1748 byla přistavěna na západní straně barokní loď a na východní straně věž.

## Duchovní správci
Administrátorem excurrendo byl od 1. září 2007 do srpna 2013 R. D. Mgr. Petr Hošek z farnosti Oslavany. Od 1. září 2013 do října 2015 byl administrátorem excurrendo R. D. Mgr. Vít Rozkydal Od 1. listopadu 2015 byl ustanoven administrátorem excurrendo R. D. Mgr. Jaromír Gargoš.

## Bohoslužby
| Kostel                          | Místo     | Bohoslužba (den)      | Hodina | Poznámka        |
| ------------------------------- | --------- | --------------------- | --- | --------------- |
| svatého Jakuba Staršího         | Čučice    | neděle středa sobota  | 11.00 (1 x za 14 dní) 17.00 (zimní čas)/19.00 (letní čas) 17.00 (zimní čas)/18.00 (letní čas) (1x za 14 dnů) | Farní kostel    |
| svaté Kateřiny Alexandrijské    | Ketkovice | neděle čtvrtek sobota | 11.00 (1 x za 14 dní) 17.00 (zimní čas)/18.00 (letní čas) 17.00 (zimní čas)/18.00 (letní čas) (1x za 14 dnů) | Filiální kostel |
| Kaple svatého Jana Nepomuckého  | Čučice    |                       | | Kaple           |
| Kaple svatého Cyrila a Metoděje | Ketkovice |                       | | Kaple           |
| Kaple svatého Medarda           | Sudice    |                       | | Kaple           |

## Aktivity ve farnosti
Náboženství se vyučuje na ZŠ v Ketkovicích. Na 9. května připadá Den vzájemných modliteb farností za bohoslovce a bohoslovců za farnosti brněnské diecéze. Adorační den se koná 6. listopadu.
Ve farnosti se pravidelně koná tříkrálová sbírka. V roce 2015 její výtěžek činil v Čučicích 11 309 korun.